# Palacio de verano de la duquesa de Santoña
El palacio de verano de la duquesa de Santoña es un palacio urbano español ubicado en Madrid. Fue construido en el siglo XIX por el arquitecto José María Gómez por encargo de María del Carmen Hernández Espinosa de los Monteros, Duquesa de Santoña. Desde 1934 es la sede del Museo Nacional de Artes Decorativas. Forma parte del Paisaje de la Luz, un paisaje cultural declarado Patrimonio de la Humanidad el 25 de julio de 2021.

## Historia
El palacio de verano de la duquesa de Santoña fue construido en 1878 en la calle de Montalbán n.º 12 de Madrid, sobre los terrenos del Palacio del Buen Retiro que había sido destruido durante la Guerra de la Independencia Española. Fue un encargo de María del Carmen Hernández y Espinosa de los Monteros, viuda del marqués de Manzanedo y duque de Santoña, al arquitecto José María Gómez.
Iba a estar destinado a ser la residencia particular de la Duquesa de Santoña, pero nunca llegó a habitarlo. El palacio de verano se mantuvo en régimen de arrendamiento hasta la década de 1920, siendo ocupado en esta etapa por personas de la alta sociedad.
A partir de ese momento, se convirtió en la sede de la Escuela Superior de Magisterio y, en enero de 1934, el Museo Nacional de Artes Decorativas trasladó su sede al palacio, continuando hasta el siglo XXI. En 1941, los herederos de la Duquesa vendieron el edificio al Estado español, por lo que pasó a tener titularidad pública.
En 1962, se declaró Monumento Histórico-Artístico al conjunto del edificio y las colecciones del Museo de Artes Decorativas contenidas en el mismo. En 2021, pasó a formar parte del Paseo del Prado y el Buen Retiro, paisaje de las Artes y las Ciencias, conocido como Paisaje de la Luz, y que fue declarado Patrimonio de la Humanidad por la Unesco.

## Características

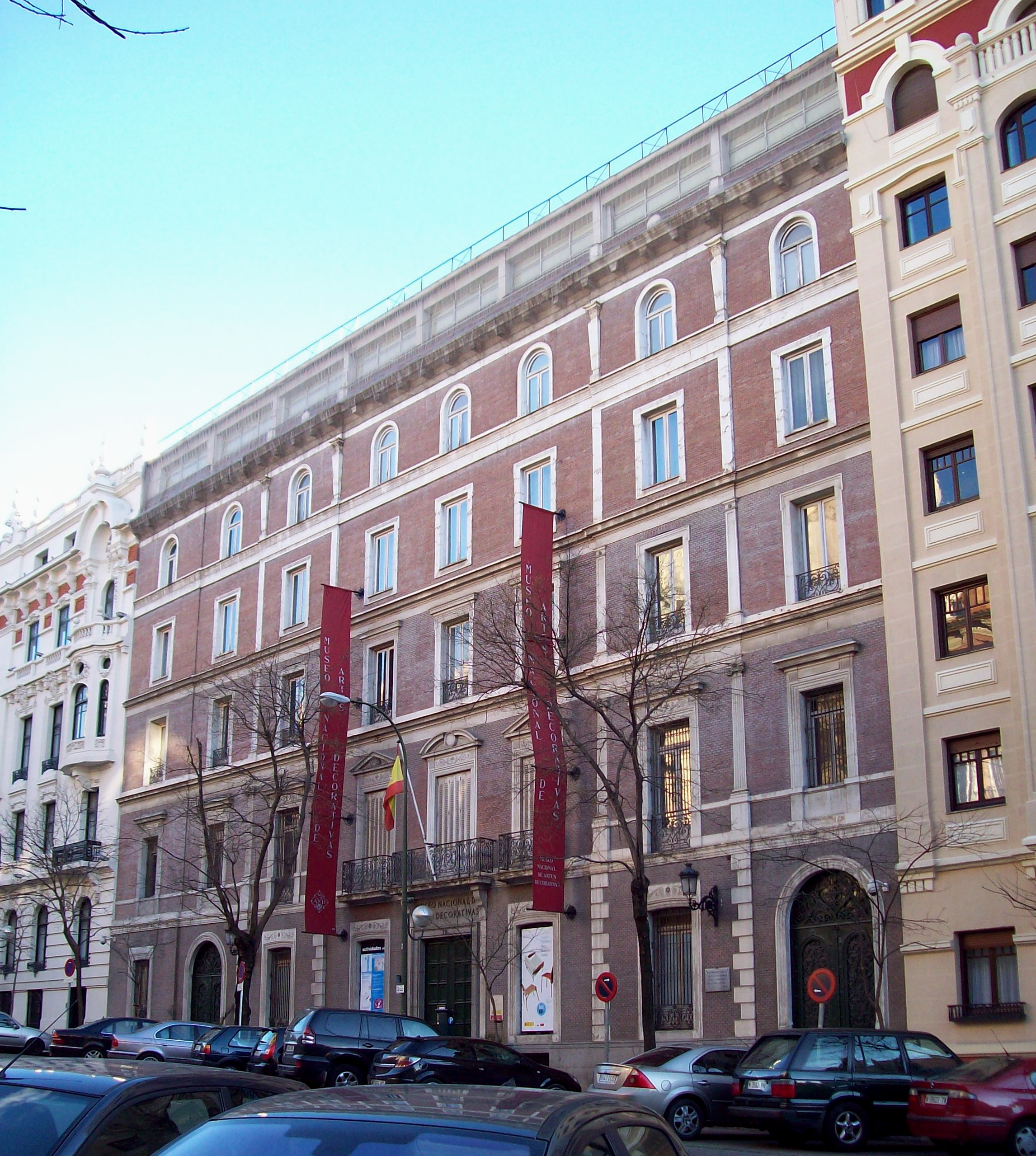
Fachada del antiguo palacio de verano de la duquesa de Santoña, actual Museo Nacional de Artes Decorativas

La arquitectura del palacio fue la misma de los hoteles de la burguesía que se construyeron a partir de 1877 en los territorios del Buen Retiro. En su origen, el edificio constaba de un palacete con tres niveles y un sótano. Además, poseía un patio en forma de "u". Actualmente, se conserva solo la fachada original realizada con material rojo y de granito.
En el palacete, existió un conjunto de mosaicos realizados por los artistas italianos Pellerin y Domenico y una gran escalera de mármol blanco procedente de Italia. Respecto a la decoración, aparecieron efigies de personajes significativos en el mundo de la cultura y las artes en una serie de medallones.
En 1924, se produjo la primera ampliación del edificio por el arquitecto Jesús Carrasco-Muñoz. A partir de 1941, cuando el edificio fue adquirido por el Estado, se realizaron diferentes obras de ampliación llegando a multiplicar por cuatro su espacio. Entre ese año y 1945 se llevó a cabo una segunda ampliación a cargo del arquitecto Luis Moya Blanco, por lo que pasó de 2 a 4 plantas. Fue acondicionado por María Antonia González-Valcárcel Sánchez-Puelles en 1981 y 1985. Se remodeló de nuevo en 1991 por el arquitecto Juan Pablo Rodríguez Frade.